# Wait Until Dark
Wait Until Dark (bra: Um Clarão nas Trevas; prt: Os Olhos da Noite) é um filme norte-americano de 1967, do gênero suspense, dirigido por Terence Young  e estrelado por Audrey Hepburn e Alan Arkin.